# Homo antecessor
Homo antecessor – wymarły gatunek hominidów o objętości mózgu około 1000 cm³.
Kości kilku osobników tego gatunku odkryto w latach 1996–1997 w jaskini Cueva Mayor w Atapuerca koło Burgos. Datuje się je w oparciu o metodę paleomagnetyczną na 780 tys. lat.
W małej komorze jaskini, na dnie głębokiego na 15 m szybu, nazwanego „Sima de los huesos” (studnia kości) znaleziono ok. 1300 kości i zębów należących do około 30 osobników. Szczątki te wykazują mieszaninę wcześniejszych cech Homo erectus i bardziej progresywnych. Kości palców, ramieniowe, biodrowe i nóg przypominają kości ich następców w Europie, czyli neandertalczyków.
Prawdopodobnie odciski stóp H. antecessor odnaleziono w 2013 w Happisburgh w hrabstwie Norfolk.